# Pedro Corto
Pedro Corto är en ort i Dominikanska republiken.   Den ligger i provinsen San Juan, i den västra delen av landet, 150 km väster om huvudstaden Santo Domingo. Pedro Corto ligger 502 meter över havet och antalet invånare är 2 067.
Terrängen runt Pedro Corto är kuperad åt sydost, men åt nordväst är den platt. Terrängen runt Pedro Corto sluttar norrut. Runt Pedro Corto är det ganska tätbefolkat, med 67 invånare per kvadratkilometer. Närmaste större samhälle är San Juan de la Maguana, 19,5 km öster om Pedro Corto. I omgivningarna runt Pedro Corto växer huvudsakligen savannskog.